# سدين

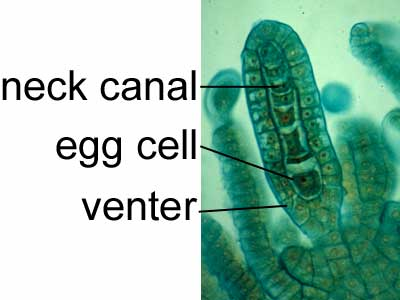
رسم لتشريح السُّدَين

السُّدَين أو أركيجونة أو  أرشيجونة هو قصعة تحضن العضو التناسلي الأنثوي عند الطحالب والكبديات ومستورات الزهر الوعائية. وفي السدين توجد البويضة القابلة الإخصاب.